# 구제 시게유키
구제 시게유키(일본어: 久世重之, 1659년 ~ 1720년 8월 1일)는 에도 시대 중기의 다이묘이다. 에도 막부에선 노중을 역임하였다. 시모사 세키야도 번주(재봉), 빗추 니와세 번주, 단바 가메야마 번주, 미카와 요시다 번주를 지냈다. 세키야도 번 구제가(関宿藩久世家) 제2대 당주.
| 전임 구제 히로유키 마키노 나리하루 | 제2대 세키야도 번 번주 (구제가) 1679년 ~ 1683년 1705년 ~ 1720년 | 후임 마키노 나리사다 구제 데루유키 |

| 전임 도가와 야스카제 | 니와세 번 번주 (구제가) 1683년 ~ 1686년 | 후임 마쓰다이라 노부미치 |

| 전임 마쓰다이라 다다치카 | 단바 가메야마 번 번주 (구제가) 1686년 ~ 1697년 | 후임 이노우에 마사미네 |

| 전임 오가사와라 나가시게 | 미카와 요시다 번 번주 (구제가) 1697년 ~ 1705년 | 후임 마키노 나리하루 |